# 2963 Chen Jiageng
2963 Chen Jiageng је астероид главног астероидног појаса чија средња удаљеност од Сунца износи 2,871 астрономских јединица (АЈ).
Апсолутна магнитуда астероида је 12,3.